# 160215 Haines-Stiles
160215 Haines-Stiles è un asteroide della fascia principale. Scoperto nel 2002, presenta un'orbita caratterizzata da un semiasse maggiore pari a 2,4484770 au e da un'eccentricità di 0,1963464, inclinata di 3,13282° rispetto all'eclittica.